# 이리네이

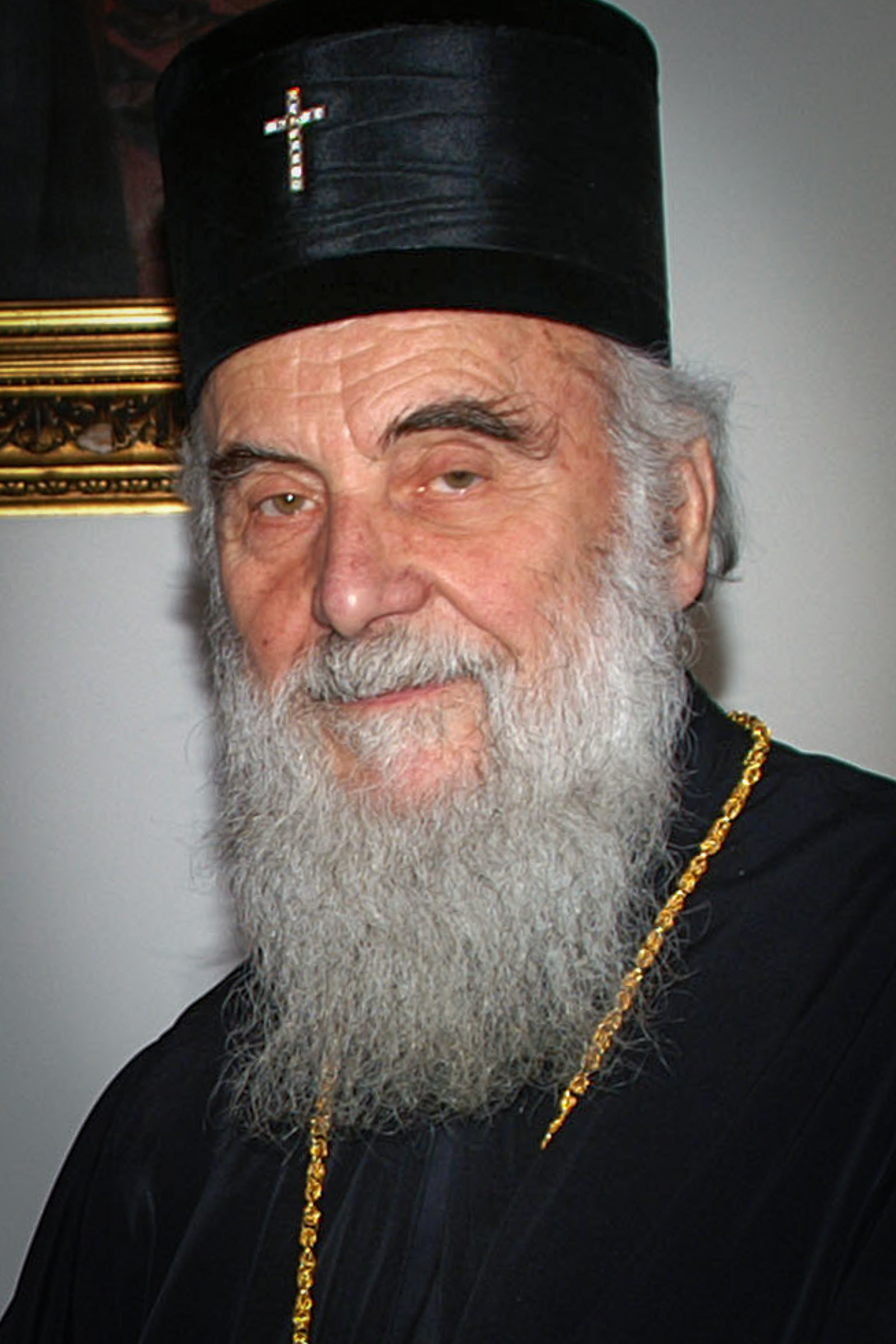

이리네이(세르비아어: Иринеј, 본명: 미로슬라브 가브릴로비치 Мирослав Гавриловић, 1930년 8월 28일 ~ 2020년 11월 20일)는 세르비아 정교회의 성직자이다. 2010년부터 2020년까지 총대주교를 맡았다.
세르비아 정교회 안에서는 온건한 전통주의자이며 종교간 대화에 대해 열려 있는 것으로 평가된다. 한편 그는 임신 중절에 반대하고 프라이드 퍼레이드를 비판했다. 2017년에는 보스니아 내전 중 스레브레니차 집단학살을 저지른 혐의로 무기징역을 선고받은 전 스릅스카 공화국군 장군 라트코 믈라디치를 옹호하는 발언을 하기도 했다.

## 죽음
코로나19 범유행중인 2020년 11월 1일 이리네이는 코로나19로 사망한 암필로히예 라도비치 대주교의 장례식에 참석했다. 장례식에서는 모든 사제를 포함한 수천 명의 인파가 마스크를 쓰지 않았으며 열린 관에 안치한 시신에 직접 입맞춤을 하는 등 거리두기가 지켜지지 않았다. 11월 4일 이리네이는 코로나19 양성 판정을 받았고, 20일 사망하였다.
이리네이의 죽음으로 세르비아와 스릅스카 공화국에서 3일간의 애도의 날을 선포하였다. 10월 22일 성 사바 대성당에서 그의 장례식을 치렀다.